# Контадор, Альберто
Альберто Контадор Веласко (исп. Alberto Contador Velasco, род. 6 декабря 1982[…], Мадрид) — испанский профессиональный шоссейный велогонщик, выступавший за команду Tinkoff-Saxo, двукратный победитель Тур де Франс (2007 и 2009), двукратный победитель Джиро д’Италия (2008 и 2015), трёхкратный победитель Вуэльты Испании (2008, 2012, 2014). Пятый велогонщик и первый испанец, выигравший все три Гранд-тура (2008). Кроме того, победил на Тур де Франс-2010 и Джиро д’Италия-2011, но затем был лишён этих титулов за применение допинга. Спортивное прозвище — El Pistolero.

## Карьера
Победа на 5 этапе Tour Down Under 2005 — первая победа Контадора после болезни, во время которой он перенес сложную операцию по удалению кровавого сгустка в мозгу. Сгусток был обнаружен врачами после того, как у спортсмена случился приступ конвульсий на первом этапе Vuelta a Asturias 2004. Также за несколько дней до этого у Альберто были головные боли.
После распада команды Liberty Seguros-Würth Контадор в январе 2007 подписал контракт с командой Discovery Channel.
Первой главной победой Альберто стала гонка Париж-Ницца 2007 года. Атаковав на последнем подъёме и оторвавшись от преследователей, он сумел удержать преимущество на спуске, выиграв этап и гонку.
На Тур де Франс 2007 Контадор выиграл 14 этап с финишем на Plateau-de-Beille и поднялся на вторую строчку в генеральной классификации сразу за Михаэлем Расмуссеном. После удаления Расмуссена с гонки после 17 этапа, Контадор возглавил гонку и примерил жёлтую майку лидера. Во время 19 этапа гонки с раздельным стартом на время, Альберто остался лидером и выиграл свой первый Тур.
После роспуска Discovery Channel 23 октября 2007 Контадор объявил, что переходит в команду Астана в 2008.
13 февраля 2008 организаторы Тур де Франс заявили, что Астана не будет допущена к участию во всех их гонках в 2008 году.
В мае за неделю до начала гонки Астана получила приглашение на Джиро д'Италия. Несмотря на недостаток подготовки, Контадор смог выиграть.
На Олимпийских Играх спортсмен принял участие в групповой шоссейной гонке и гонке с раздельным стартом. В первой он не финишировал, а в «разделке» пришёл четвёртым.
На Вуэльте Контадор считался главным претендентом на победу. Он выиграл 13-й этап с финишем на Англиру, захватив лидерство в гонке, и повторил свой успех, выиграв 14-й этап. Победив на Вуэльте после Джиро в одном сезоне, Контадор стал первым, кому удалось сделать это в новейшей истории велоспорта.
В 2009 году Альберто Контадор стал победителем 96-й веломногодневки Тур де Франс. Кульминационным моментом гонки стал 15-й горный этап с финишем в Вербье, где Контадор в блестящей сольной атаке оставил всех своих конкурентов не у дел, выиграл этап и захватил лидерство в общем зачете. Он первенствовал по сумме 21-го этапа и завершил тяжелейшие состязания триумфатором на Елисейских полях в Париже. Для 26-летнего гонщика, выступавшего на тот момент за казахстанскую команду, этот успех стал вторым в карьере.
В 2010 году Контадор снова выиграл «Париж — Ницца» и Тур де Франс.
29 сентября 2010 года стало известно, что в его допинг-пробе от 21 июля обнаружено небольшое количество анаболического стероида кленбутерола. Лаборатория в Кёльне (Германия) смогла выявить наличие 50 пикограмм/миллилитр раствора (50 единиц на триллион), что в 40 раз меньше, чем могут определить на своём оборудовании антидопинговые лаборатории, аккредитованные в WADA. Судебное заседание по делу Контадора многократно откладывалось.
С 2011 года Альберто выступает за Team Saxo Bank(позднее переименованной в Tinkoff). В том сезоне он во второй раз выиграл Джиро д'Италия.
Тест допинг-пробы В от 21 июля 2010 года подтвердил те же значения, что и допинг-проба A, а значит UCI была обязана отстранить Контадора от соревнований. 6 февраля 2012 года решением Спортивного арбитражного суда по делу о кленбутероле Альберто Контадор был дисквалифицирован на два года с момента нахождения в анализах следов допинга и лишён титула победителя Тур де Франс-2010 и Джиро д’Италия-2011. Таким образом, срок дисквалификации спортсмена истёк через 6 месяцев после оглашения вердикта  6 августа 2012 года.
Вернувшись в пелотон после дисквалификации, Контадор триумфально победил на Вуэльте 2012.
Тур де Франс 2014 Альберто начал неудачно, проиграв 2 минуты Винченцо Нибали. После падения на одном из этапов Контадор пытался сопротивляться, но решил сойти с Тура.
Несмотря на то, ещё в июле велогонщик заявлял, что не сможет принять участия в «Вуэльте» из-за перелома, полученного во время велогонки «Тур де Франс», 14 августа испанец подтвердил информацию о том, что он будет в числе гонщиков Вуэльты. Позже он выиграл этот турнир.
Помимо общего зачёта, Альберто также стал победителем в двух королевских горных этапах, где в очной дуэли блестяще обыграл своего главного соперника Криса Фрума. Контадор надел майку лидера после 10-го этапа и на протяжении 11 этапов удерживал преимущество в общем зачёте.
Альберто трижды принимал участие в испанском Гран-туре (2008, 2012 и 2014), и теперь является трёхкратным победителем Вуэльты Испании.
В 2015 году Контадор поставил себе чёткую цель: стать первым на двух Гранд-турах - Giro d'Italia и Tour de France. 31 мая 2015 года 98-я Giro завершилась его победой. Надев розовую майку после 5-го этапа, он потерял её только на один день (на 13 этапе он попал в завал, и майку надел Фабио Ару).
На финише 6-го этапа произошёл крупный завал, в который попал и Контадор. Он травмировал плечо, но сумел восстановиться за несколько дней, и травма не помешала ему бороться за победу в гонке. Решающей для определения победителя общего зачёта стала индивидуальная разделка на 59,4 км (14 этап). Контадор выиграл у своего главного конкурента Фабио Ару 2 минуты 47 секунд. На 16-м, горном этапе, после восхождения на Мортироло и с финишем в Априке, Альберто "привёз" Ару ещё 2 минуты 13 секунд. Перед двумя заключительными горными этапами Ару проигрывал 6 минут 5 секунд. Хорошая работа на двух последних горных этапах позволила Ару отыграть более четырёх минут и в итоге на финише гонки их разделила 1 минута и 53 секунды.
Но выиграть обе супермногодневки в 2015 году Контадор не смог. На Tour de France он занял пятое место, отстав от победителя, Кристофера Фрума, на 9 минут 48 секунд. Причиной такого выступления стала не лучшая физическая форма, которую Альберто не смог восстановить после Giro и очень хорошее состояние здоровья главных претендентов на победу: Кристофера Фрума и Наиро Кинтаны.
7 августа 2017 года Альберто Контадор объявил о завершении профессиональной карьеры.

## Главные достижения
2003 — ONCE-Eroski
- 8-й этап Tour de Pologne
- 4-й в генеральной классификации Vuelta a Castilla y León

2004 — Liberty Seguros
- Горная классификация Vuelta a Aragon
- 5-й в генеральной классификации Неделя Каталонии

2005 — Liberty Seguros-Würth Cycling Team
- 6-й этап, очковая классификация и 3-й в генеральной Vuelta al País Vasco
- 5-й этап Tour Down Under
- Победитель гонки и 3-го этапа Неделя Каталонии
- 4-й этап Tour de Romandie
- 3-й в классификации гонщиков до 25 лет и 31-й в генеральной Тур де Франс

2006 — Astana-Würth Team
- 8-й этап Tour de Suisse
- 3-й этап и 2-й в генеральной Tour de Romandie
- 5-й по итогам Vuelta al País Vasco

2007 — Discovery Channel Pro Cycling Team
- Победитель 4-го этапа и гонки Vuelta a Castilla y León
- Paris-Nice:

Победитель гонки
Победитель в молодёжной классификации
Победитель 4-го и 7-го этапов
- 4-й этап Volta a la Comunitat Valenciana
- Тур де Франс:

 Победитель в общей классификации
 Победитель в молодёжной классификации
Победитель 14-го этапа
2008 — Team Astana
- Vuelta a Castilla y León:

Победитель гонки
1-й на 1-м этапе
1-й на 4-м этапе
- Vuelta al País Vasco:

Победитель гонки
1-й на 1-м этапе
1-й на 6-м этапе
- Giro di Italia:

 Победитель гонки
- Vuelta a Espana:

 Победитель гонки
1-й на 13-м этапе
1-й на 14-м этапе
2009 — Team Astana
- Тур де Франс:

Победитель в общей классификации
1-й на 15-м этапе
1-й на 18-м этапе
Победа в командной гонке на 4-м этапе
2010 — Team Astana
- Paris-Nice:

Победитель гонки
Победитель 4-го этапа
- Тур де Франс:

 Победитель в общей классификации DSQ
2011 — Team Saxo Bank-SunGard
- Джиро д’Италия

 Победитель гонки DSQ
1-й, 9-й этап.
1-й, 16-й этап.
- 1-й, генеральная классификация Vuelta a Murcia

1-й, 2-й и 3-й этапы
- 1-й, генеральная классификация Вуэльта Каталонии

 1-й, 3-й этап
2012 — Team Saxo Bank
- Вуэльта Испании Победитель гонки

17-й этап
2013 — Team Saxo-Tinkoff
2-й в генеральной классификации Tour of Oman
3-й в генеральной классификации Tirreno–Adriatico
 Победитель в очковой классификации
3-й Klasika Primavera
4-й в генеральной классификации Tour de San Luis
1-й на 6-м этапе
5-й в генеральной классификации Tour of the Basque Country
2014 —  Team Tinkoff-Saxo
- Вуэльта Испании

 Победитель гонки
2015 —  Team Tinkoff-Saxo
- Giro di Italia:

 Победитель гонки
2016 —  Team Tinkoff
- Тур Страны Басков Победитель Гонки

### Результаты на Гранд-турах
| Гранд-тур       | 2005 | 2006 | 2007 | 2008 | 2009 | 2010 | 2011 | 2012 | 2013 | 2014 | 2015 | 2016 |
| --------------- | ---- | ---- | ---- | ---- | ---- | ---- | ---- | ---- | ---- | ---- | ---- | ---- |
| Джиро д’Италия  | –    | –    | –    | 1    | –    | –    | ДСК  | –    | –    | –    | 1    | –    |
| Тур де Франс    | 31   | –    | 1    | –    | 1    | ДСК  | ДСК  | –    | 4    | Сход | 5    | Сход |
| Вуэльта Испании | –    | –    | –    | 1    | –    | –    | –    | 1    | –    | 1    | –    | 4    |

- ДСК — результат аннулирован (дисквалифицирован) из-за употребления допинга